# Prionodon linsang
El linsang rayado (Prionodon linsang) es una especie de mamífero carnívoro de la familia Prionodontidae, que habita la península de Malasia, Sumatra, Borneo, y el occidente de Java.

## Descripción
Mide alrededor de 74 cm incluyendo la cola. Tiene un color amarillo pálido con cinco rayas oscuras. Tiene bandas amplias sobre la nuca y cola compuestas por algunas rayas oscuras de punta negra. Posee unas garras muy afiladas y retráctiles y dientes cortantes y puntiagudos. Es el más raro de los lisangs y en ocasiones se la llama «civeta-tigre», aunque no es realmente una civeta.

## Dieta
El linsang rayado es omnívoro. Su dieta se compone de ardillas, ratas, ranas, serpientes arbóreas, tupayas grandes de Borneo, lagartos, insectos grandes, aves y sus huevos, y a veces peces.

## Reproducción
Poco se sabe acerca de sus hábitos reproductivos. Se cree que pare camadas de 2-3 cachorros en un nido en madrigueras o troncos de árboles.

## Hábitat
Habita al occidente de Malasia, Sumatra, Borneo, Java Occidental y Tailandia. Vive en la selva tropical y permanece la mayor parte de su tiempo en los árboles.